# Chasminodes cilia
Chasminodes cilia är en fjärilsart som beskrevs av Otto Staudinger 1888. Chasminodes cilia ingår i släktet Chasminodes och familjen nattflyn. Inga underarter finns listade i Catalogue of Life.